# Skalla-Grímr Kveldulfsson
Skalla-Grímr Kveldulfsson (apodado el Calvo, 851 - 934) fue un vikingo noruego del siglo IX y X que fue forzado a emigrar a Islandia durante los tumultuosos días del reinado de Harald I de Noruega. Es uno de los personajes principales de los primeros capítulos de la saga de Egil, hijo de Kveldulf Bjalfason, hermano de Thorolf Kveldulfsson y padre del famoso vikingo y escaldo Egill Skallagrímsson y Þórólfr, pero también merece una mención en la literatura medieval escandinava por componer la siguiente estrofa:
Nú's hersis hefnd
við hilmi efnd;
gengr ulfr ok örn
of ynglings börn.
Flugu höggvin hræ
Hallvarðs á sæ.
Grár slítr undir
ari Snarfara.
«Ahora el noble (Kveldulfr) ha cumplido su venganza sobre el rey (Harald); ahora el lobo y el águila pasan sobre los hijos del rey. Los cadáveres cortados de Hallvarðr (Hallvarðr harðfari y su pueblo, que son los enemigos) escapan hacia el mar; el águila gris lagrimea las heridas de Snarfari (Sigtryggr snarfari era el hermano de Hallvarðr harðfari).»
Skalla-Grímr tuvo su hacienda en Borg á Mýrum, Mýrasýsla en Islandia.
Es un personaje que aparece citado o como personaje en una gran número de sagas nórdicas aparte de la mencionada: Saga de Gunnlaugs ormstungu, saga Þórðar hreðu, saga de Laxdœla, saga de Hrafnkell, y la genealogía en la saga Íslendinga.

## Herencia
Skalla-Grímr se casó con Bera Ingvarsdóttir (n. 860) y de esa relación nacieron varios hijos:
- Thórólf Skallagrímsson
- Þorvaldur (n. 890)
- Þórunn Skallagrímsdóttir (n. 892)
- Sæunn (n. 894), que casaría con Þorfinnur sterki.[12] A Þorfinn también se le menciona en Bjarnar saga Hitdœlakappa.[13]
- Egil Skallagrímson